# Chiclana de la Frontera
Chiclana de la Frontera (Provinz Cádiz) ist eine Stadt in der autonomen Region Andalusien im Süden Spaniens an der Costa de la Luz.

## Geographie
Der Touristenort mit Kurbad liegt im Süden der Bucht von Cádiz, 26 km südöstlich der Provinzhauptstadt an der Nationalstraße N-340 und der Autobahn A48 Cádiz-Málaga. Bekanntere Nachbarstädte sind Conil de la Frontera, San Fernando und Vejer de la Frontera.

### Bezirke
- Bezirk 1: Zentrum-West (El Torno, el casco histórico, Santa Ana y Mayorazgo).
- Bezirk 2: Zentrum-Ost (Solagitas, La Carababina, El Doctoral y Majadillas Bajas).
- Bezirk 3: Nord (Pinar de los Franceses, El Marquesado, Los Llanos y Garrones).
- Bezirk 4: Ost (Pago del Humo, Dehesa de la Boyal, La Raya y El Carrascal).
- Bezirk 5: Süd (Menuditas, Rana Verde, Las Lagunas, Campano y San Andrés Golf).
- Bezirk 6: West (Los Gallos, Mogarizas, Carbonero y Almoradú).
- Bezirk 7: Küste (Sancti Petri, La Barrosa, Novo Sancti Petri y la Loma del Puerco).

## Geschichte
Der Ort war schon zu phönizischer, punischer und römischer Zeit besiedelt, doch die eigentliche Gründung erfolgte im Jahr 1303 auf königliche Order von Ferdinand IV.: Alonso Pérez de Guzmán el Bueno (der Gute) erhält das Gebiet zur Besiedlung als Lehen. Die Altstadt wurde im 18. Jahrhundert erbaut. Bis ins 19. Jahrhundert blieben die Herzöge von Medina Sidonia (als Nachfolger von Guzmán del Bueno) Lehnsherrn des Dorfes, das im Wesentlichen vom Fischfang und dem Weinanbau geprägt ist. 1876 erhält der Ort von Alfonso XII. die Stadtrechte verliehen. Ende des 20. Jahrhunderts wurde mit der touristischen Erschließung der gemeindeeigenen Strände begonnen, weshalb die Stadt heutzutage das größte Kontingent an Hotelbetten der Provinz Cádiz aufweist.
Mit steigendem Wohlstand wuchs auch die Bevölkerung Chiclanas in den 1980er und 1990er Jahren. In den Vororten von Chiclana sind binnen weniger Jahre tausende Ein- und Mehrfamilienhäuser entstanden, die keine Baugenehmigung hatten. Die Politik bot im Januar 2014 rund 13.000 Hausbesitzern eine nachträgliche Genehmigung und Amnestie an.
Im Jahr 2015 war Chiclana europäische Sportstadt mit 420 Events quer durch alle Sportarten.

## Sehenswürdigkeiten
Historischer Ortskern, Kloster und -kirche Jesús Nazareno (1667–1674), Pfarrkirche San Juan Bautista (1773–1814) mit Uhrturm, Wallfahrtskirche Santa Ana (2. Hälfte des 18. Jahrhunderts), Puppenmuseum, Stierkampfmuseum, Weinkellereien (Sherry), Kurbad Fuente Amarga, Sancti Petri (ehemaliges Fischerdorf für Thunfisch).
Der Strand „Sancti Petri“ mit seinem Jachthafen und der acht Kilometer lange Strand „Playa de La Barrosa“ liegen etwa sieben Kilometer vom Stadtkern entfernt. Auf einer vorgelagerten Insel liegt das Castillo de Sancti Petri. Diese Insel ist durch seine Verbindung zum antiken Helden Herakles bekannt geworden, der in der Nähe zwei seiner Heldentaten verbracht haben soll.
Chiclana ist Endpunkt der „Ruta del vino“, der Wein-Route, die alle Städte im Sherry-Anbaugebiet verbindet.

## Verkehr
Seit dem 26. Oktober 2022 wird die Stadt durch die Straßenbahn Tranvía Metropolitano de la Bahía de Cádiz erschlossen, deren Züge im Bahnhof Cádiz beginnen und enden.

## Tourismus

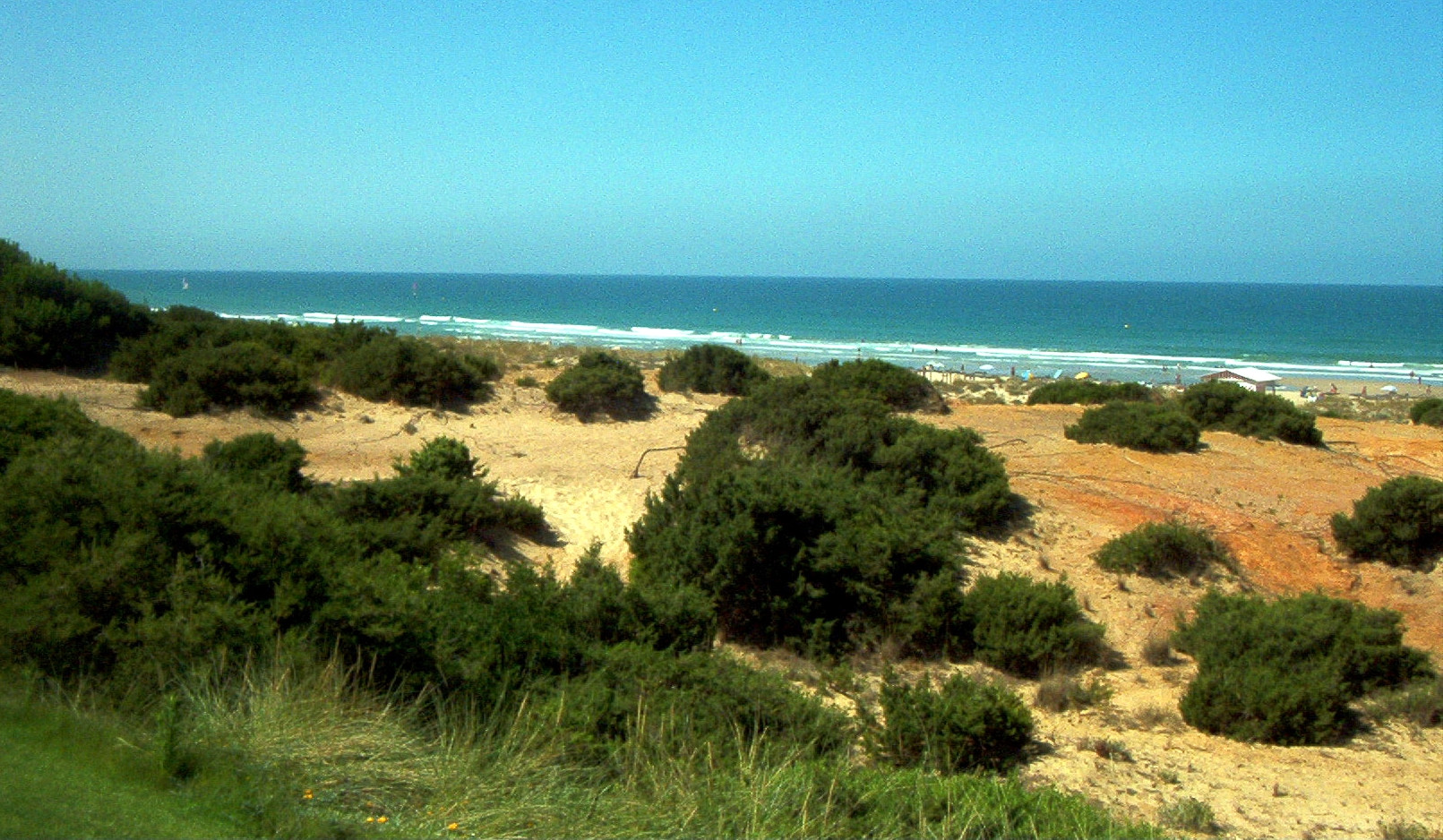
Küste in Novo Sancti Petri

In den vergangenen zehn Jahren haben sich Chiclana und insbesondere die Ortschaften Playa Barrosa und Novo Sancti Petri zu Touristenzentren entwickelt. Die zahlreichen Golfplätze machen den Ort für entsprechend Interessierte attraktiv. In den Wintermonaten sind die meisten Hotels geschlossen. Die Saison beginnt regelmäßig zur Osterwoche. Dann öffnen alle 27 großen Hotels nur wenige Tage zeitversetzt.
Chiclana ist ebenfalls bekannt für seine vielen kleinen Bodegas, in denen gezeigt wird, wie der typische Wein aus Chiclana hergestellt wird.

### Novo Sancti Petri
Der Touristenkomplex Novo Sancti Petri befindet sich im Süden der Küste und beinhaltet eine Reihe an 4- und 5-Sterne-Hotels, Golfplätze, Wohnsiedlungen und Einkaufszentren. Vor allem durch den Golfsport wird der Ort geprägt. Im Jahr 1990 wurde der erste Golfplatz mit 27 Löchern errichtet. Heute verfügt Novo Sancti Petri über sechs Golfplätze:
- Golfclub Novo Sancti Petri (36 Löcher)
- Golfclub Campano (9 Löcher)
- European Golfes Academy
- Golfschule Practeegolf
- Golfclub Melia Sancti Petri (18 Löcher)
- Golfclub Lomas de Sancti Petri

## Strände

### Playa de la Barrosa
Der Strand ist 8 km lang und reicht vom Hang, der ihn vom Strand Sancti Petri trennt, bis zu Loma del Puerco.
Der Strand hält verschiedene Qualitätssiegel für den Umgang mit der Natur – darunter die Bandara Azul, die nunmehr seit 2010 jährlich für die Sauberhaltung des Strandes vergeben wird.
Aufgrund der Ausweitung des Strandes lassen sich drei Abschnitte unterscheiden, nämlich „Primera, Segunda y Tercera Pista“. Der erste Abschnitt zeichnet sich durch eine lange Küstenpromenade mit Läden, Restaurants, Ruhebereiche und Gärten aus. Entlang des zweiten Abschnittes finden sich Wohnsiedlungen. Der dritte schließt an den Strand von Novo Sancti Petri an, wo sich der Großteil der Hotels befindet.

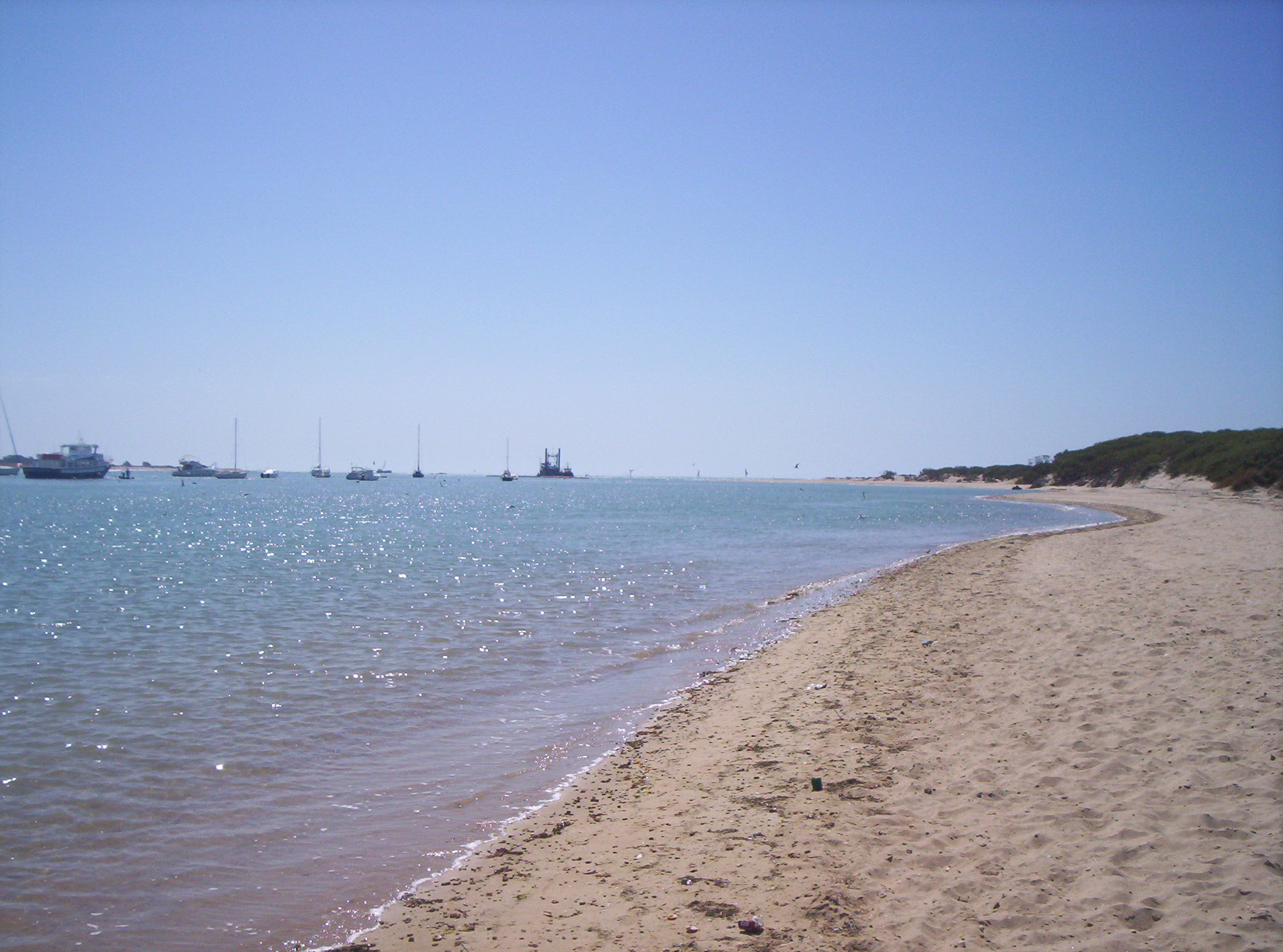
Playa de Sancti Petri

Die Küstenzone bewahrt ihre Dünen und natürliche Vegetation. Somit sind neben dem Strand selbst verschiedene Landschaftsformen erhalten geblieben.

### Playa de Sancti Petri
Dieser Strand ist bekannt für seine Naturbelassenheit und befindet sich innerhalb eines Parks vor der Burg Sancti Petri. Auch er ist mit verschiedenen Umweltsiegeln wie die Bandera Azul, Ecoplayas oder Q der Qualität im Tourismus ausgezeichnet worden.

## Gemeindepartnerschaft
Partnerschaften bestehen mit:
- Béziers, Frankreich, seit 1993
- Alcácer do Sal, Portugal, seit 2003
- Cherburg, Frankreich, seit 2011
- Morelia, Mexiko
- Lagos de Moreno, Mexiko, seit 2017
- Chiclana de Segura, Spanien
- El Astillero, Spanien
- Úbeda, Spanien

## Söhne und Töchter der Stadt
- Antonio Cabrera (1763–1827), katholischer Priester, Botaniker und Ichthyologe
- Antonio García Gutiérrez (1813–1884), Dichter, Dramenautor und Librettist
- Tío José el Granaíno (1818–1858), Flamenco-Sänger und Torero
- Antonio Ibáñez de Alba (* 1956), Ingenieur, Forscher und Wissenschaftler
- Juan Javier Estrada (* 1981), Radrennfahrer
- Cristian Pecci (* 1988), Fußballspieler